# Gonotrephes friga
Gonotrephes friga là một loài bướm đêm thuộc phân họ Arctiinae, họ Erebidae.